# Shari (aliment)
Pour les articles homonymes, voir Shari (homonymie).
Le shari (舎利, shari) est un riz vinaigré. Anciennement, ce mot en sanskrit à l'origine signifie « restes de Shakyamuni ».
C'est un mot technique de la gastronomie japonaise, notamment dans l'élaboration des sushis, dont il est à l'origine.